# Commodore 1541

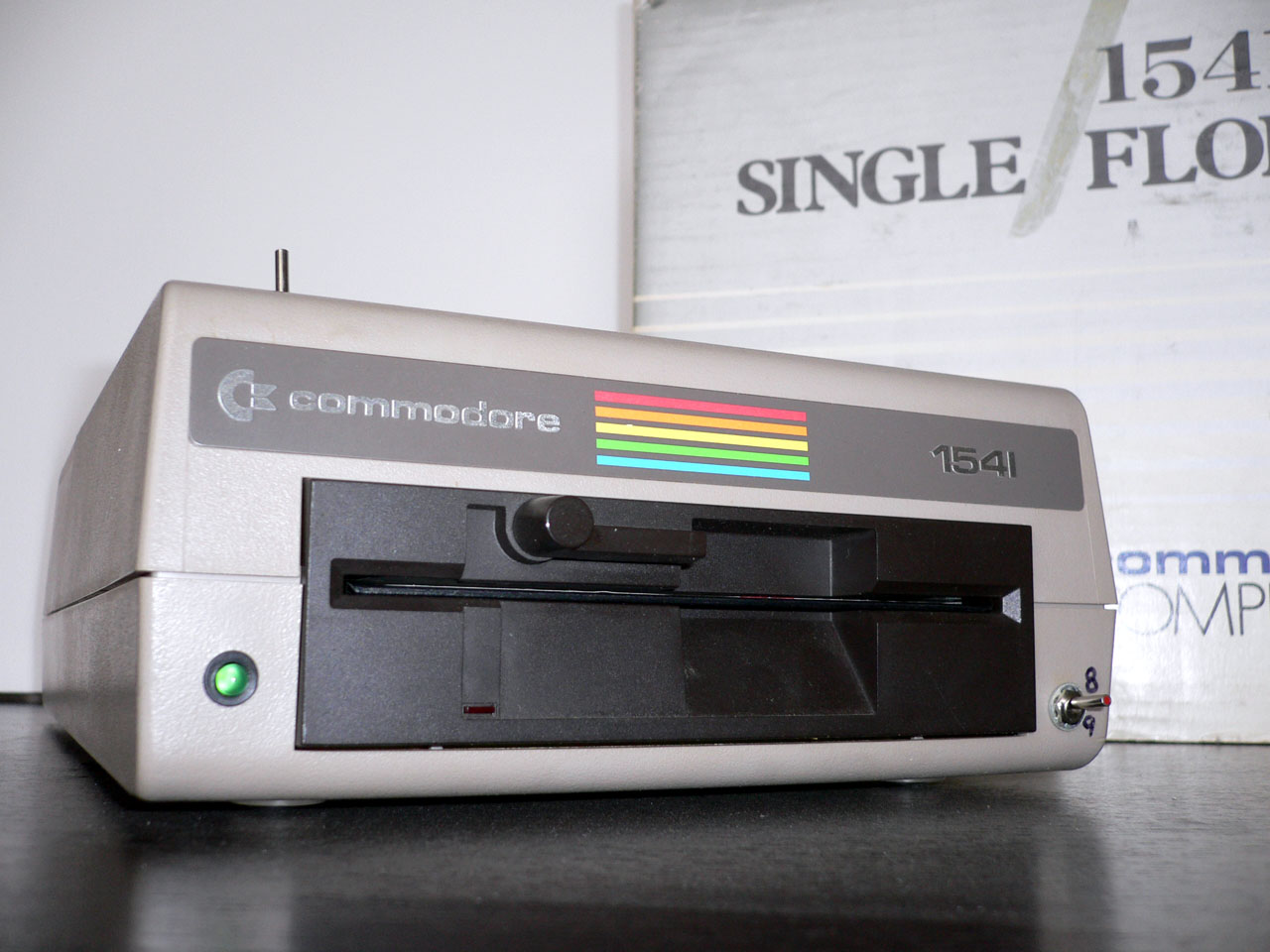
Framsidan av Commodore 1541. Notera den lilla omkopplaren nere till höger, en efterhandsmontering av användaren själv

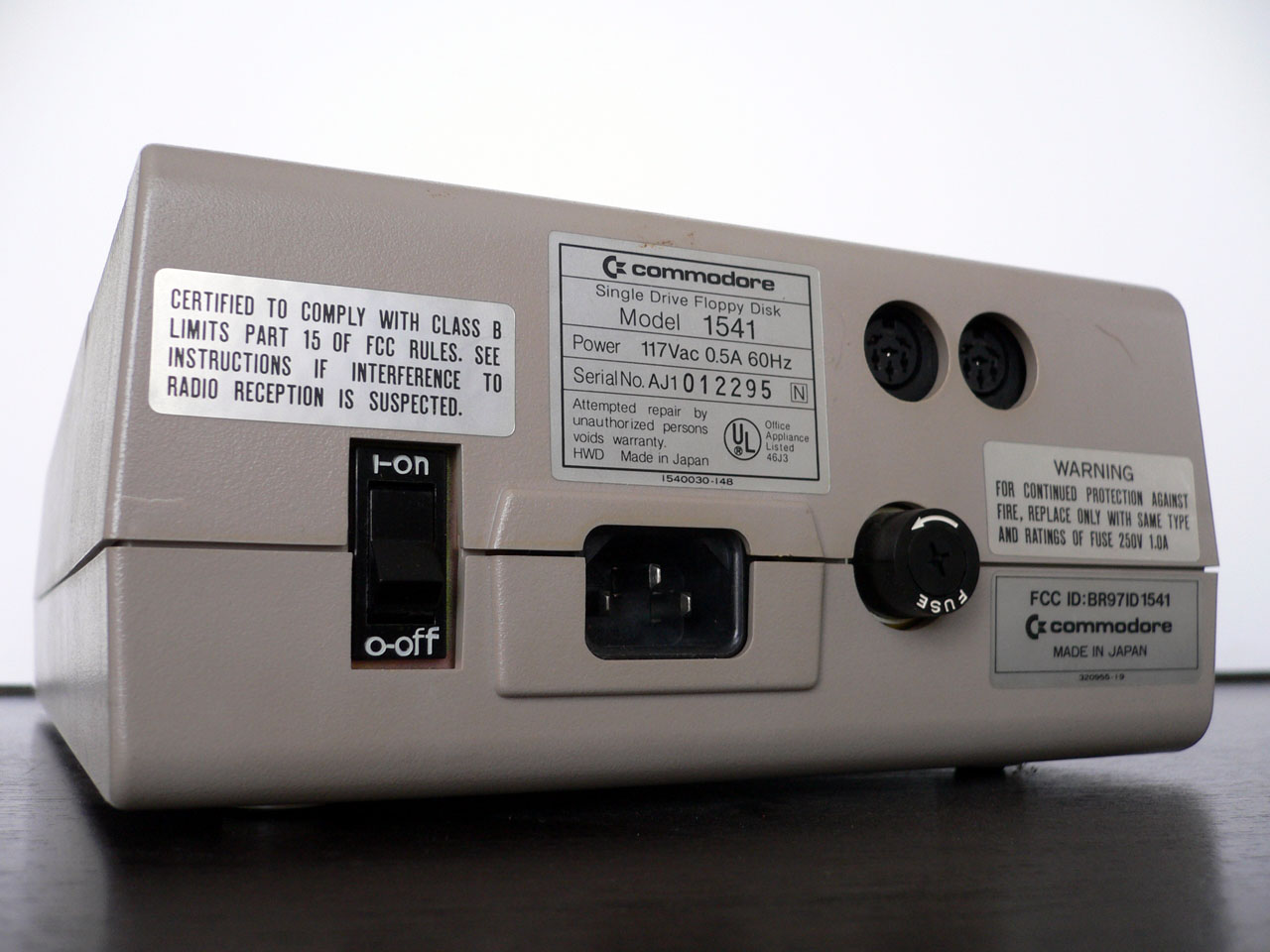
Baksidan på diskettenheten

Commodore 1541 är en diskettstation till primärt Commodore 64 avsedd att läsa från och skriva på 5¼"-disketter. Enheten kan endast läsa diskettens ena sida åt gången och kräver därför att användaren själv modifierar och vänder på disketten för att kunna utnyttja diskettens fulla kapacitet. Diskettstationen fungerar även till Commodore 16, Commodore Plus/4 och Commodore 128.
Enheten är en vidareutveckling av Commodore 1540 som ursprungligen konstruerades i syftet att användas tillsammans med C64:ans föregångare VIC 20. 1540 fungerar inte med C64, och kompatibilitetsproblemen löstes genom att ändra i mjukvaran som ingick i den ursprungliga konstruktionen. Den uppdaterade modellen fick namnet Commodore 1541. Mekaniskt är de emellertid identiska på insidan. 1541 har transformator och diskettstation i samma hölje, vilket gjorde enheten tung och i mångas ögon otymplig, något som åtgärdades med den senare modellen 1541-II.
1541 har två versioner av mekaniken. Tidiga modeller hade en drivmekanik utvecklad av Alps Electric, vilket man snabbt kan identifiera genom att diskettstationen har en nedtryckbar låsmekanism på diskettporten. Senare modeller nyttjar en mekanik från Newtronics (Mitsumi), som använder sig av en vridbar arm för att stänga diskettporten. 

## Kapacitet
Diskettstationen använder sig av Group Code Recording (GCR) och innehåller processorn MOS 6502 som arbetar både som diskettkontroller och med diskett-operativsystemet. Antalet sektorer/track varierar från 17 till 21 (en tidig implementation av "Zone Bit Recording"). Diskettstationens inbyggda operativsystem är CBM DOS 2.6.
Varje sida på disketten, som kunde innehålla 170 kB, är uppdelad i 683 sektorer på 35 spår, och varje sektor innehåller 256 bytes; filsystemet gjorde varje sektor individuellt återskrivbar.
Eftersom varje spår används av diskettstationen själv för katalogstruktur och filallokeringsinformation (så kallad "BAM" - Block Allocation Map), och två bytes av varje fysisk sektor användes som blockpekare till nästa fysiska spår och sektor (för att implementera snabbare tillgång), så innehåller varje logiskt block 254 av 256 bytes.
Om inte disketten var preparerad med ett speciellt format (exempelvis rådatadisketter) så finns det 664 block lediga efter formatering, vilket innebär 168 656 bytes (nästan 165kB) lediga för data.

## Uppföljare

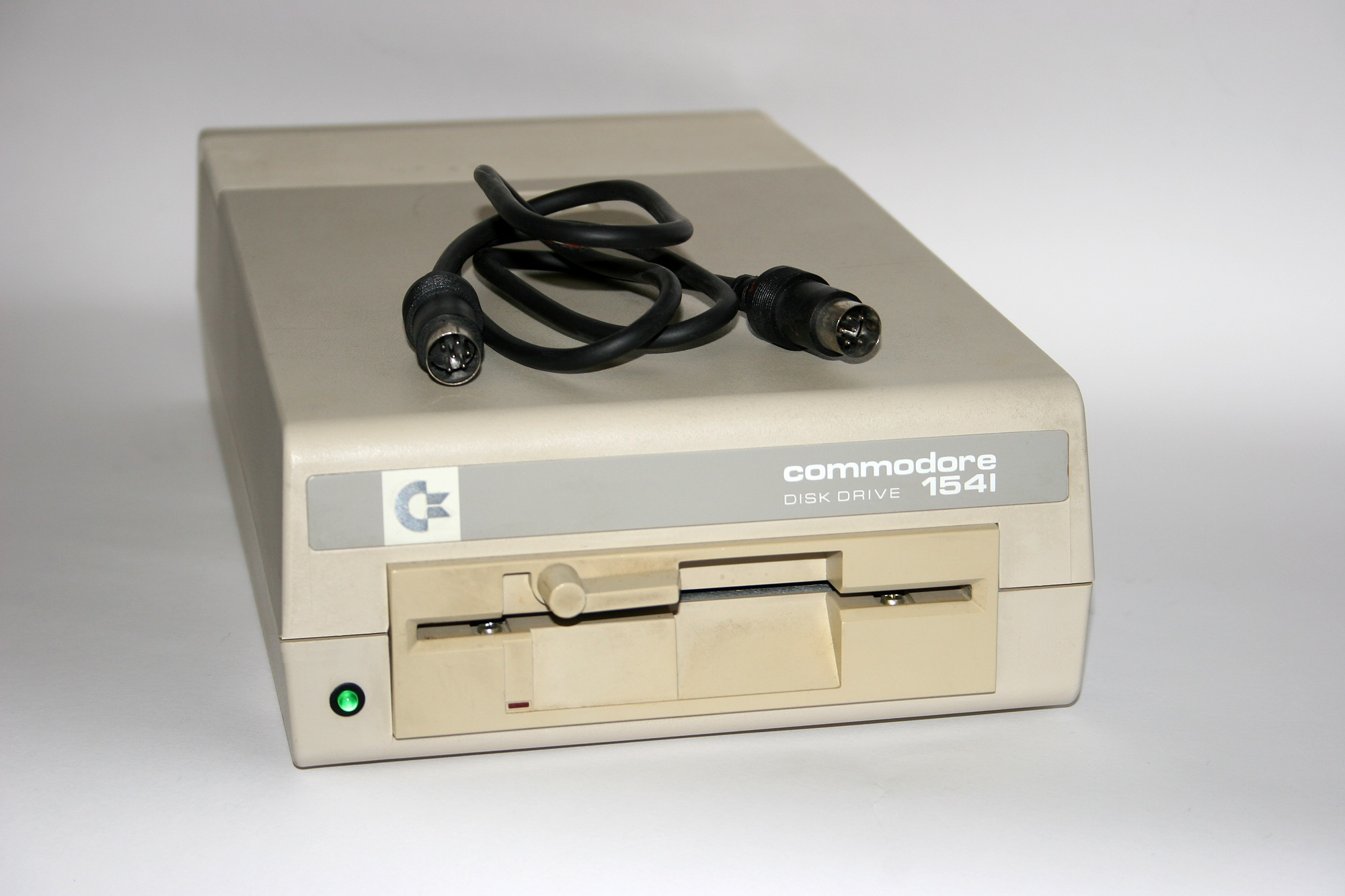
Uppföljaren 1541C

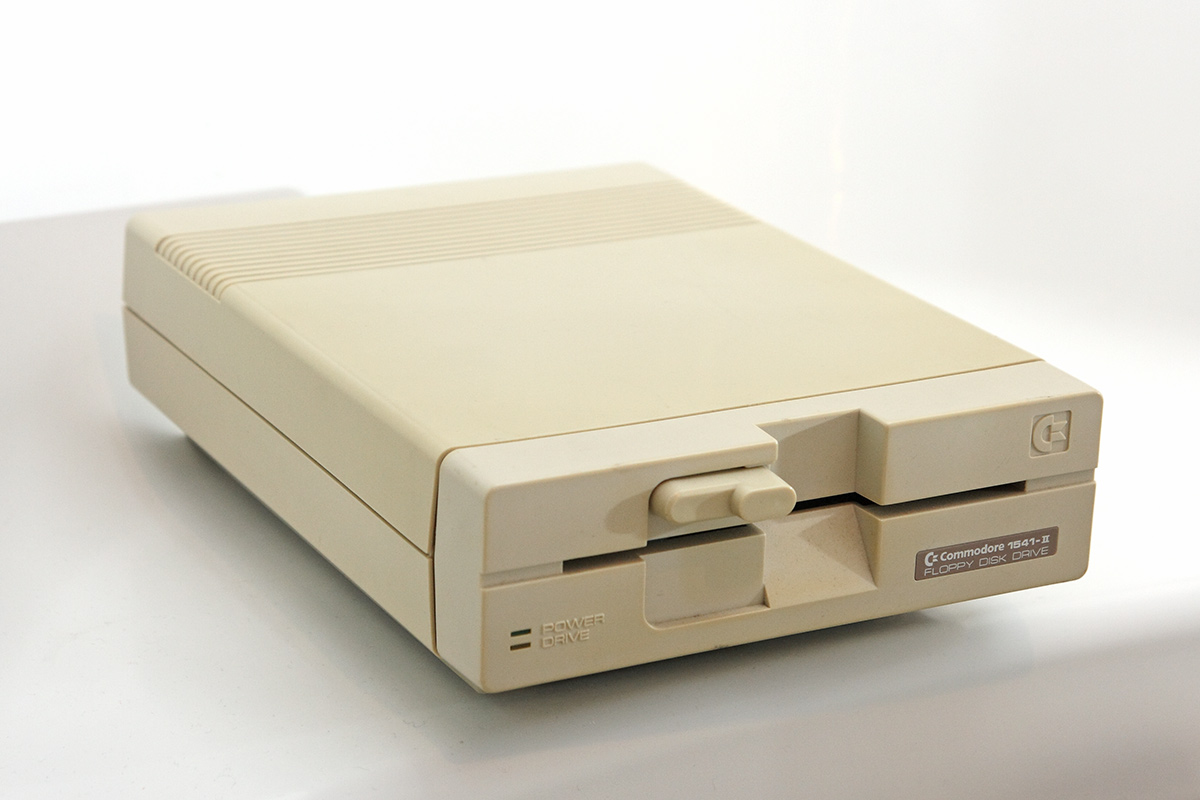
Uppföljaren, den mindre 1541-II

1541 fick flera uppföljare, en vitfärgad kallad 1541C samt en mindre modell: 1541-II, som har samma prestanda som 1541, men där Commodore låtit transformatorn vara utanför diskettstationschassit. 
En vidareutveckling, tänkt att fungera med Commodore 128, men som är delvis kompatibel med C64, är Commodore 1571. En diskettstation för 3½"-disketter utvecklades också: Commodore 1581.

## Kloner
1541 blev den första diskettstationen som fick ett brett genomslag i hemmen, vilket öppnade en marknad för kloner. Vanliga kloner är Oceanic OC-118 (eller Excelerator+), Enhancer 2000, Indus GT, och CMD:s D-2000 och FD-4000. Trots alla kloner blev Commodores egna diskettstationer bästsäljande och de sålde miljontals enheter.

## Modern hårdvara
På 2000-talet har 1541 på olika sätt emulerats hårdvarumässigt, för att bland annat kunna ladda .d64-diskavbildningar direkt till Commodore 64. Fördelen är att dessa enheter inte har mekaniska delar, och därför inte slits. Det blir också smidigare att importera nya disketter via exempelvis ett SD-kort och en modern dator. En produkt som lyckats att nästan 100% att emulera 1541 är 1541 Ultimate.